# Eugeniusz Rączka
Eugeniusz Rączka (ur. 15 lutego 1931 w Katowicach, zm. 6 stycznia 2022 w Katowicach) – polski chemik, racjonalizator w dziedzinie jakości wyrobów hutniczych, autor patentów.

## Życiorys
Absolwent Liceum Ogólnokształcącego im. Mikołaja Kopernika w Katowicach. Studiował na Wydziale Chemicznym Politechniki Śląskiej w Gliwicach zdobywając tytuł magistra inżyniera. Pracę zawodową związał z Katowicami, rozpoczął w 1954 w Centralnym Laboratorium Huty Baildon. W latach 1959–1977 był szefem kontroli jakości w Zakładach Cynkowych Wełnowiec (później Silesia). Następnie w latach 1977–1995 związał swoje życie zawodowe z Hutą Metali Nieżelaznych „Szopienice” jako główny specjalista, by przed przejściem na emeryturę od 1995 do 2000 być pierwszym prezesem zarządu nowo utworzonej Izby Gospodarczej Metali Nieżelaznych (w 2010 połączonej z Polskim Stowarzyszeniem Recyklingu Metali więc od tego czasu noszącej nazwę Izby Gospodarczej Metali Nieżelaznych i Recyklingu). Był autorem 12 patentów, 40 świadectw udoskonaleń technicznych i wielu ekspertyz. Miał w dorobku 3 książki i ok. 30 publikacji w krajowych i zagranicznych czasopismach technicznych. Jako współpracownik tygodnika „Magazyn Hutniczy” opublikował kilkadziesiąt artykułów. Był rzeczoznawcą Polskiej Izby Handlu Zagranicznego. Spoczywa na cmentarzu przy ul. Francuskiej w Katowicach.

## Praca społeczna
Członek SITPH (Stowarzyszenie Inżynierów i Techników Przemysłu Hutniczego) od 1955. W latach 1961–1977 prezes koła SITPH i członek Zarządu Oddziału Metali Nieżelaznych oraz Zarządu Głównego SITPH. Od 1979 sekretarz generalny, a w latach 1999–2005 I. zastępca prezesa SITPH. Był członkiem Zespołu Rzeczoznawców SITPH. Pomysłodawca ukazujących się w latach 1986–2011 biuletynów informacyjnych o działalności SITPH pt. „Informacja”. W latach 1995–2011 realizator informatorów teleadresowych firm hutnictwa żelaza i metali nieżelaznych. Jako członek Komisji Historii i Ochrony Zabytków Hutnictwa był autorem, współautorem i redaktorem kilkudziesięciu broszur wydawanych nakładem SITPH oraz inicjatorem i organizatorem konferencji naukowo-technicznych; „Wpływ przemysłu na rozwój miast” (Katowice 2005, Gliwice 2006, Chorzów 2007, Dąbrowa Górnicza 2008, Zabrze 2009), „Następstwa powstań śląskich dla organizacji przemysłu i administracji” (2010), I. „Śląskie Seminarium Aerozolowe” (2011). W 1998 został członkiem honorowym SITPH. W 2015 z okazji 50-lecia Komisji Historii i Ochrony Zabytków Hutnictwa przy Zarządzie Głównym SITPH laureat honorowej nagrody SITMN (Stowarzyszenie Inżynierów i Techników Metali Nieżelaznych).

## Odznaczenia i nagrody
- 1972 – Złota Odznaka Honorowa NOT[7]
- 1979 – Złota Odznaka Honorowa SITPH[7]
- 1988 – Medal im. Stanisława Staszica[7]
- złota odznaka „Za opiekę nad zabytkami”[2]
- złota odznaka „Zasłużony dla rozwoju województwa”[2]
- Złoty Krzyż Zasługi[2]
- Krzyż Kawalerski Orderu Odrodzenia Polski[2]